# Agua e Vinho
Agua e vinho es el cuarto álbum de Egberto Gismonti (1947-) y el primero realizado con EMI-Odeon, en 1972. Gismonti continúa haciendo MPB (música popular brasileña) poniendo énfasis en lo instrumental. De este disco destacan «Ano zero» y el homónimo «Agua e vinho», dos canciones que posteriormente se transformarían en temas para piano solo. Este último sería grabado por el músico argentino Pedro Aznar (1959-) en su disco Aznar canta Brasil de 2005.

## Pistas
- Ano zero: Egberto Gismonti (voz, piano, percusión), Dulce Bressane (voz), Novelli (bajo), João Palma (batería), orquesta de cuerdas dirigida por Mario Tavares.
- Federico: Egberto Gismonti (voz, órgano, guitarra acústica), Piry Reis (guitarra acústica), Peter Dauelsberg (violonchelo), Novelli (bajo), Roberto Silva (batería).
- Janela de ouro: Egberto Gismonti (voz, piano, piano eléctrico), Novelli (bajo), Roberto Silva (batería).
- Vila Rica 1720: Egberto Gismonti (voz, piano, órgano, bajo, batería, percusión).
- Pr’um samba: Egberto Gismonti (voz, guitarra acústica), Novelli (bajo), Roberto Silva (percusión).
- Agua e vinho: Egberto Gismonti (voz, piano), Dulce Bressane (voz), orquesta de cuerdas dirigida por Mario Tavares.
- Volante: Egberto Gismonti (voz, piano, percusión), Novelli (bajo), orquesta de cuerdas dirigida por Mario Tavares.
- Eterna: Egberto Gismonti (guitarra acústica), Paulo Moura (saxo, clarinete), Peter Dauelsberg (violonchelo).
- Tango: Egberto Gismonti (voz, piano, piano eléctrico, órgano), Paulo Moura (saxo), Novelli (bajo), Roberto Silva (batería).
- Mulher rendeira: Egberto Gismonti (voz, piano, percusión), Paulo Moura (saxo), Dulce Bressane (voz), Novelli (bajo), João Palma (batería), orquesta de cuerdas dirigida por Mario Tavares.